# Vincent Inigo
Pour les articles homonymes, voir Inigo.
Pas d'image ? Cliquez ici

a Compétitions nationales et continentales officielles uniquement.

b Matchs officiels uniquement.
Dernière mise à jour le 30 juillet 2016.
Vincent Inigo, né le 10 février 1983 à Agen (Lot-et-Garonne), est un joueur de rugby à XV et à sept français. Il joue en rugby à XV avec l'Aviron bayonnais puis le Castres olympique avant de signer un contrat fédéral avec la Fédération française de rugby pour évoluer avec l'équipe de France de Rugby à sept.
Vincent Inigo est également photographe professionnel.

## Biographie

### Carrière
Formé à l'Aviron bayonnais, il signe son premier contrat professionnel en 2006. Avec ce dernier, il dispute son premier match en septembre 2005 contre Montpellier. Lors de sa première saison, il dispute douze matchs de Top 14 et deux matchs de challenge européen, inscrivant un total de quinze points. La saison suivante, il dispute treize matchs, neufs en championnat et quatre en challenge européen, puis en 2007-2008, il dispute 13 matchs de Top 14, quatre essais, et cinq de challenge européen, un essai. Pour sa quatrième saison avec le clu basque, il inscrit deux essais, un dans chaque compétition, disputant onze matchs en championnat et cinq en challenge européen. En 2009-2010, il dispute treize matchs de championnat et cinq de challenge européen, inscrivant respectivement un et deux essais.
Il rejoint le Castres olympique lors de la saison 2010-2011, il dispute huit matchs de championnat et inscrit un essai, et cinq matchs de coupe d'Europe, deux essais. La saison suivante, il dispute trois matchs de championnat et deux matchs de coupe d'Europe.
En 2012, il signe un contrat avec l'équipe de France de rugby à sept.
En 2016, Vincent Inigo est retenu par Frédéric Pomarel dans le groupe de douze joueurs disputant les Jeux olympiques de Rio où Les Français sont confrontés à l'Espagne, l'Afrique du Sud et l'Australie dans la poule B. Quelques jours avant cette compétition, la Fédération annonce que Vincent Inigo fait partie des joueurs qui signent un nouveau contrat de un an.
La saison suivante, le staff de l'équipe de France change et Vincent Inigo ne prolonge pas son contrat. Il s'engage en fédéral 3 avec le club de rugby de Layrac.

### Vie professionnelle
Vincent Inigo entame en 2006 une formation consacrée à la photographie. Il est aujourd’hui photographe professionnel pour des événements, des portraits ou encore des paysages. Avec son frère, Sébastien Inigo, vidéaste et joueur de rugby professionnel, ils créent l’agence Inigo Brothers. Il réalise les clichés de l’équipe de France de rugby à sept.

## Palmarès
- Double champion d'Europe 2014 et 2015 avec l’équipe de France de rugby à 7.
- Équipe de France de rugby à sept (participations aux tournois de Dubaï et George en 2006)
- Équipe de France universitaire de rugby à sept : champion du monde en 2006 à Rome